# Ozarba albimarginata
Ozarba albimarginata là một loài bướm đêm trong họ Noctuidae.